# RPG (lanciarazzi)

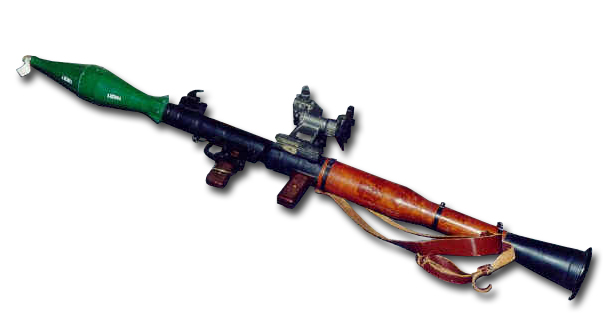
Modello RPG-7

La sigla RPG, dal russo РПГ, sta per Ручной Противотанковый Гранатомёт (Ruchnoy Protivotankovyj Granatomjot), ovvero "lanciagranate portatile anticarro", e indica una specifica serie di sistemi anticarro di fabbricazione sovietica (oggi russa).
L'acronimo inglese derivato, che sta per Rocket Propelled Grenade, ha assunto un significato più ampio e generico, che comprende tutti i lanciatori portatili a mano con munizione, costituita da un unico razzo inserito a candeliere nel tubo di lancio e attivato mediante un innesco elettrico, che ne accende il motore. 
Esistono molti tipi di lanciatori e di granate autopropulse; i modelli più diffusi di lanciarazzi sono gli RPG-2, RPG-7, RPG-16, RPG-29 ed RPG-32.
Per la sua versatilità, il basso costo, la semplicità di impiego, questa tipologia di armi è molto diffusa nel vicino e medio oriente, oltre che nei paesi dell'ex Unione Sovietica.

## Storia
Il modello di RPG più venduto e diffuso è l'RPG-7, sviluppato dall'esercito sovietico nel secondo dopoguerra mutuando alcune delle migliori caratteristiche del Panzerfaust tedesco e del Bazooka statunitense.
Lo sviluppo delle corazze dei carri armati e il ridursi dei costi di produzione degli RPG hanno fatto sì che questo tipo di armi sia oggi diffusamente utilizzato anche contro persone, veicoli comuni e infrastrutture e da combattenti di forze irregolari o da terroristi, soprattutto nei conflitti a bassa intensità.

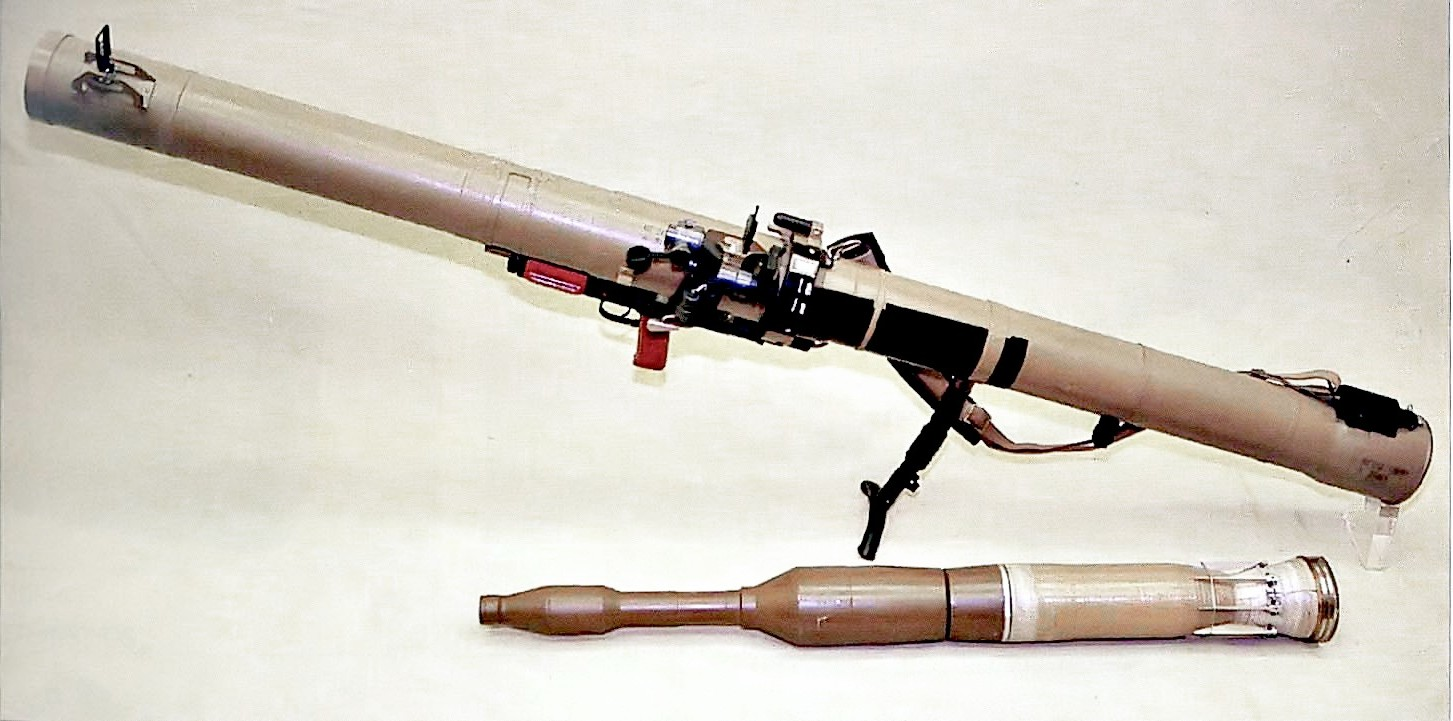
RPG-29 con relativa testata

## Caratteristiche
Un lanciarazzi RPG è composto essenzialmente da due parti: Il lanciatore e il razzo. Quest'ultimo è equipaggiato con una testata esplosiva, generalmente del tipo HEAT (ovvero High Explosive Anti Tank), oppure del tipo HE, sospinto da un motore a razzo di forma tubolare. Questi razzi sono stabilizzati in volo da quattro o più alette, che si aprono all'uscita dal tubo di lancio.
Alcuni tipi di RPG sono monouso, come l'M72 LAW statunitense, altri, come il russo RPG-7 per esempio, sono invece ricaricabili. L'RPG è in sostanza un lanciatore tubolare cavo, che concentra i gas residui di combustione per creare un'altissima pressione al suo interno. Questa pressione, lancia la testata ad alta velocità, necessaria per tenere in traiettoria il volo del razzo.
Il lanciarazzi è strutturato in modo che i gas che imprimono la spinta al razzo non investano l'operatore. La vampa di calore generata dai gas compressi che fuoriescono dal motore del razzo all'atto dell'accensione, che secondo i modelli di razzo può risultare letale fino a 20 metri di distanza dal lanciarazzi, sfiata infatti dalla cavità posteriore del tubo di lancio, salvaguardando l'incolumità del tiratore.
L'RPG si differenzia dal Bazooka per il fatto che, mentre il razzo del bazooka (che viene introdotto dal lato posteriore) per essere lanciato deve essere completamente inserito nel tubo di lancio, negli RPG nel tubo di lancio si inserisce solamente il codolo che contiene il motore a razzo, che viene sistemato nel candeliere con le alette retrattili, mentre la testata è ospitata fuori del tubo lanciarazzi. Tale caratteristica comporta che, a parità di testate operative, gli RPG siano più leggeri da trasportare e di minor ingombro rispetto al bazooka. Per il resto, il funzionamento delle due armi è identico: al momento dello sparo la vampa fuoriesce alle spalle del tiratore, e il razzo, indirizzato dalle pareti del tubo, sfreccia verso il bersaglio.

## Munizionamento
La testata di tipo HE è di utilizzo comune contro bersagli non corazzati (fanteria, armi da supporto di posizione, veicoli su ruote leggeri) e detona all'impatto, causando un'esplosione di medie dimensioni e, secondo il rivestimento e la carica, generando una certa quantità di schegge. Un esempio di testata HE-F a frammentazione è l'OG-7V, munizione specifica anti-uomo utilizzabile sull'RPG-7, che nel raggio di qualche decina di metri genera frammenti letali che possono superare protezioni come i giubbotti anti-proiettile.
La testata HEAT è una testata di forma standard simile nel concetto a quelle delle munizioni sparate dai carri armati. In questo tipo di testata, il materiale esplosivo concentra la sua forza esplosiva su un lining (rivestimento interno, generalmente in rame, che durante l'esplosione si frammenta, fonde e genera un getto sottilissimo e incandescente con lo scopo di sfondare la corazza). Le testate montate sui vecchi sistemi RPG sono troppo piccole per danneggiare gli MBT, ma comunque in grado di causare danni considerevoli alle parti vulnerabili della torretta, come il tetto o il retro del carro. Alcune testate hanno scopi specifici: fumogeni, illuminazione, gas lacrimogeno, anti-uomo, termobarica e fosforo bianco. La nuova testata HEAT in tandem, come detto, è in grado di penetrare le corazze reattive. Il punto debole degli RPG di vecchia concezione è la gittata: il loro tiro utile in condizioni normali è infatti di circa 50 m (con precisione del 100%). Un soldato addestrato può raggiungere distanze di 100 m (con precisione 95-96%) e i più esperti addirittura 300 m (con precisione 20-22%). Il suo raggio di bombardamento è 920 m, ma è limitato dal timer autodistruttivo della testata di 4.5 secondi. La testata del recente RPG-32 "Hashim" supera i 650 m di tiro diretto effettivo mantenendo una buona precisione e producendo poco fumo, rendendo così difficoltoso rintracciare il punto di lancio.

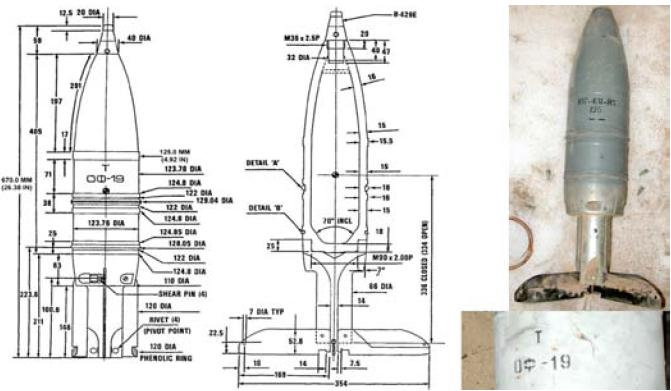
Testata a esplosivo a frammentazione

## Impiego operativo
L'utilizzo tipico di queste armi è nei plotoni di fanteria, dove sono impiegate per l'attacco di mezzi corazzati come carri armati e camionette, o come armi d'attacco a elicotteri e aerei durante il volo a bassa quota, impiego che ovviamente trova un ostacolo nell'alta velocità dei bersagli.
Oggigiorno gran parte dei carri armati in dotazione agli eserciti mondiali sono pressoché immuni agli RPG grazie alla progettazione avanzata della corazza, che rende i punti deboli dei mezzi meno esposti e vulnerabili. In certe condizioni tattiche, tuttavia, i lanciarazzi possono costituire una seria minaccia per gli MBT: ne è un esempio l'RPG-29 (oggi pure sostituito dal più moderno RPG-32), il quale, potendo sparare una carica HEAT in tandem (ovvero utilizzando la parte frontale della testata per neutralizzare la corazza reattiva ERA e la testata vera e propria, montata posteriormente, per perforare la corazza del mezzo), è in grado di distruggere anche MBT moderni come il T-90 e il Merkava Mk.2. Nell'Agosto 2006, durante uno scontro a fuoco ad al-Amara, in Iraq, la testata di un RPG-29 distrusse, perforandone lo scafo nella parte frontale, un carro armato inglese di nuova generazione, il Challenger 2.

## Utilizzo nel mondo
Gli RPG sono stati impiegati largamente dai Mujaheddin durante la guerra in Afghanistan e dai guerriglieri della SWAPO durante la guerra di indipendenza della Namibia. A molti anni di distanza vengono ancora largamente utilizzati in aree di conflitto come la Cecenia, l'Iraq e lo Sri Lanka.
Una delle prime occasioni in cui l'RPG fu impiegato dai terroristi fu il 13 gennaio 1975 all'aeroporto francese di Parigi-Orly, quando due membri del FPLP (uno dei quali era il noto terrorista Carlos) attaccarono con due RPG-7 un aereo della El Al, la compagnia di bandiera israeliana, mancando entrambi il colpo e colpendo per sbaglio un DC-9 iugoslavo.
L'RPG-7 è stato a lungo utilizzato anche dall'IRA nordirlandese.
Il limite principale degli RPG è rappresentato dal fatto che, a causa della loro scarsa precisione, l'operatore è costretto a sparare da distanza ravvicinata, aumentando le probabilità di essere scoperto o ucciso. Per le stesse ragioni, i lanciarazzi sono particolarmente efficaci su terreni accidentati o in contesti urbani, in quanto la disponibilità di coperture e nascondigli facilita il celamento dell'operatore, che dopo lo sparo deve allontanarsi rapidamente: l'accensione del razzo genera infatti un flash molto visibile e una scia di fumo che permette di risalire alla posizione di tiro. In Afghanistan i Mujaheddin che operavano queste armi venivano spesso uccisi dal fuoco di risposta russo.
Quando gli RPG sono impiegati contro la fanteria, la testata (del tipo HE-FRAG) deve essere solitamente sparata contro una superficie solida (comunemente un albero o una costruzione) al fine di detonare. Un'altra opzione è quella, detta di fuoco indiretto, che consiste nello sparare la testata sopra l'area bersaglio a distanze di 800-1000 metri, dove la testata detona automaticamente. Operatori esperti riescono a usare la funzione autodistruttiva della testata per farla esplodere sopra il nemico a distanza inferiore,
Se usato contro elicotteri in decollo o in volo a bassa quota, l'RPG può essere estremamente pericoloso in quanto, sparando verso l'alto con angolazione ridotta, la scia di gas e calore prodotta dal lanciarazzi viene proiettata a terra, rimbalzando contro l'operatore. Durante la guerra civile in Somalia, per sparare ai Black Hawk americani i miliziani usavano piazzare una piastra d'acciaio sulla bocca posteriore del lanciarazzi in modo da deflettere i gas dello sparo lontano dall'operatore.

### Afghanistan
In Afghanistan i Mujaheddin usarono a lungo gli RPG-7 per colpire i veicoli sovietici; per assicurarsi di distruggere il bersaglio, ad ogni veicolo da colpire venivano assegnati da due a quattro tiratori. Nelle aree in cui i veicoli erano confinati in una singola colonna, le squadre intrappolavano i convogli distruggendo i veicoli in cima e al fondo della colonna e impedendo così i movimenti degli altri, tattica che si rivelava particolarmente efficace nelle città. I convogli impararono ad evitare di introdursi in zone pericolose, se non inviando prima dei soldati per cercare e neutralizzare le unità dotate di lanciarazzi. La tattica di utilizzare più tiratori a veicolo era efficace anche contro i carri dotati di corazza reattiva: il primo colpo veniva sparato sul sistema visivo del conducente, il secondo per distruggere la corazza reattiva e i successivi per penetrarla. I punti deboli dei carri armati preferiti dai Mujaheddin erano il tetto della torretta e il retro dei mezzi.
Spesso gli afghani usavano l'RPG-7 a gittata estrema (di circa 900 metri), facendo esplodere la testata con il timer autodistruttivo di 5 secondi: questa tecnica costituiva un bombardamento indiretto antifanteria e scoraggiava eventuali ricognizioni aeree.

### Cecenia
Durante la prima (1994-1996) e la seconda guerra cecena (1999), i guerriglieri ceceni usavano gli RPG per attaccare i carri armati russi dai seminterrati e dai tetti alti. Questa tattica era efficace perché le mitragliatrici dei carri armati non potevano mirare né così in basso né così in alto per rispondere al fuoco. Le forze russe dovettero affidarsi all'artiglieria di soppressione e gruppi di fanteria per prevenire simili attacchi. le colonne di carri russi erano in caso protette da cannoni contraerei (ZSU-23-4 o le Tunguska-M1) usati per fuoco di soppressione contro gli agguati ceceni.
I combattenti ceceni formavano "cellule" indipendenti che lavoravano assieme per distruggere uno specifico bersaglio corazzato russo. Ogni cellula conteneva armi leggere e alcune armi del tipo RPG. Le armi leggere venivano usate per disorientare il carro e tenere la fanteria occupata mentre il tiratore con l'RPG aveva tutto il tempo per colpire il carro. Nel frattempo le altre squadre avrebbero tentato di sparare al bersaglio in modo da superare la potenza di contrattacco dei russi. Per incrementare ancora la probabilità di successo le squadre si posizionavano ad altezze diverse nel caso fosse possibile. Sparando dal terzo o da piano superiori permetteva di mettere a segno buoni colpi dove la corazza era più debole: Il tetto della torretta.
Quando i soldati russi iniziarono a muoversi in carri armati equipaggiati con corazze reattive, i ceceni furono obbligati ad adattare le loro tattiche, poiché gli RPG che possedevano non erano in grado di distruggere questi carri. 
Diverse squadre si posizionavano in modo tale da colpire allo stesso tempo un carro, ma da angolazioni differenti. Uno avrebbe sparato e fatto detonare la corazza reattiva per creare un punto dove l'armatura di base era esposta. Le altre squadre avrebbero mirato a questo punto, ora vulnerabile, per far definitivamente esplodere il carro.
Questa era una tattica per ottenere l'effetto di una testata HEAT in tandem senza possederne una.

### Angola
Qui i lanciarazzi sovietici posero una severa minaccia per gli APC (Armored Personnel Carrier, ovvero trasporto corazzato per il personale) sudafricani, i quali erano dotati di corazzatura leggera e che venivano mirati appena si fermavano per far scendere le truppe. Per contrastare questi agguati, unità come i Koevoet (un'unità speciale africana), svilupparono la speciale tattica di guidare gli APC in cerchio, facendo fuoco automatico su un lato solo, per ripulire tutta l'area circostante dalle squadre meccanizzate. Questo evitava di rendere l'APC un bersaglio stazionario mentre lasciavano scendere le truppe, ma aveva anche l'effetto secondario di disorientare l'avversario con una tattica nuova, mai vista o studiata e contro la quale l'avversario non è preparato. 
La tattica fu sviluppata informalmente sul campo e trasmessa ai nuovi piloti poiché richiedeva una buona coordinazione tra i veicoli implicati in un agguato che raramente erano meno di 4.

### Iraq
Durante l'invasione dell'Iraq del 2003 e i successivi avvenimenti nel paese, una delle armi favorite delle forze insorgenti contro le truppe americane. Poiché molte delle munizioni disponibili al momento non erano in grado di penetrare la corazza di un carro M1 Abrams sulla parte frontale o laterale, l'RPG veniva, come detto spesso utilizzato più che altro contro i veicoli poco o per nulla corazzati, ma era anche utilizzato come arma anti-personale contro la fanteria; ad ogni modo, anche i razzi standard potevano disabilitare i carri e occasionalmente portavano anche a danni molto gravi se il carro veniva colpito nel giusto posto, dove la corazza è debole. Anche se un razzo RPG non disabilita completamente il carro o non uccide l'equipaggio, può comunque danneggiare o distruggere l'equipaggiamento esterno, riducendo l'efficienza del carro. Le più nuove munizioni per RPG-7 sono capaci di molto più e l'RPG-29 è decisamente letale, cosa che ha spinto molti eserciti e società di produzione degli armamenti a sviluppare corazze aggiuntive e altri sistemi per il combattimento urbano, come il TUSK (Tank Urban Survival Kit/ Kit sopravvivenza urbana per veicolo corazzato) per M1 Abrams, una corazza composita (multistrato, fatta di lamelle) per lo Stryker (un ICV), kit ERA per l'FV432 ed altri sistemi.
La soluzione più radicale sono i sistemi di protezione attiva, come l'israeliano ed ormai famoso TROPHY, sviluppato dalla RAFAEL.

### El Salvador
Gli RPG furono usati dalle forze di guerriglia FMLN nella guerra civile a El Salvador. Il 19 giugno del 1986, durante la sopraffazione della base dell'esercito di San Miguel, i rivoltosi usarono gli RPG per iniziare l'attacco e per penetrare attraverso la cinta muraria, uccidendo molti soldati. I rivoltosi dell'FMLN erano vestiti solo con pantaloncini neri, e le loro facce erano oscurate col grasso, per evitare di farsi vedere, e che i riflettori delle guardie li illuminassero, mentre si intrufolavano attraverso il filo spinato.
Buttarono giù i riflettori e le guardie esterne coi razzi, quindi penetrarono fino al muro interno, che sfondarono per entrare. 
Furono così in grado di creare la confusione necessaria per permettere ai loro compagni di attaccare dall'esterno.

### Libano
Durante la guerra in Libano nel 2006, gli Hezbollah spararono migliaia di razzi anticarro nel corso del conflitto; 50 carri furono colpiti e in 22 casi il razzo riuscì a penetrare l'armatura. 14 dei quali nelle battaglie di Marjayoun e Wadi Saluki. 23 carri furono distrutti.
Tutto questo grazie ai missili con testata in tandem, forniti da Siria ed Iran, tra i quali gli Rpg-29 "Vampir", gli AT-5 Spandrel "Konkurs", gli AT-13 Saxhorn-2, e gli AT-14 Spriggan "Kornet".
18 dei carri danneggiati erano Merkava Mark IV, e otto dei carri colpiti erano ancora funzionanti. Due carri vennero completamente distrutti da potentissimi ordigni esplosivi improvvisati, anche se uno era stato equipaggiato con armatura aggiuntiva sul telaio, cosa che limitò le perdite ad un solo soldato dell'equipaggio su sette.
L'esercito israeliano riferi' che era soddisfatto delle prestazioni del carro, e ricondusse i problemi alla mancanza del dovuto addestramento prima della guerra.

## Utilizzo antiaereo
L'RPG è in qualche modo utile nel ruolo di contraerea. Gli elicotteri subiscono spesso agguati quando atterrano o decollano. In Afghanistan i Mujaheddin modificarono gli RPG per l'uso contro gli elicotteri, aggiungendo un tubo curvato di acciaio sul retro del lanciarazzi per deviare l'ondata di gas e calore posteriore, permettendo di sparare con un RPG ad un elicottero da una posizione prona. Questo rende l'operatore meno visibile prima di sparare e diminuisce di molto il rischio di ferirsi con il getto di gas caldi che fuoriesce dal retro dell'arma. Più lanciarazzi erano necessari per ottenere una maggiore probabilità di colpire il bersaglio.
A suo tempo gli elicotteri russi contrastavano la minaccia degli RPG nelle zone di atterraggio, ripulendo prima la zona con fuoco di soppressione. I russi variavano a volte il numero degli elicotteri aggiungendone alcuni (due o tre), nel tentativo di sconvolgere le stime e la preparazione delle truppe afgane. In risposta a ciò, i Mujaheddin prepararono postazioni di fuoco trincerate e coperte, allora le truppe russe, alterarono le loro tattiche usando dei serbatoi pieni di benzina da sganciare e incendiare sulla zona d'atterraggio. Probabilmente gli afgani abbandonarono l'idea degli attacchi con RPG quando gli Stati Uniti svilupparono i missili terra-aria Stinger.
Entrambi gli elicotteri Black Hawk persi dagli americani durante la battaglia di Mogadiscio in Somalia nel 1993 furono abbattuti con degli RPG-7. In Iraq e nella seconda campagna in Afghanistan, gli RPG sono stati schierati con risultati insoddisfacenti contro gli aerei e gli elicotteri della coalizione, che di solito o operano a quote troppo alte per gli RPG o hanno sistemi di contromisure. In generale gli elicotteri sono vulnerabili agli RPG solo a bassa quota, ad esempio durante gli elisbarchi, nei quali casi sono spesso protetti da aerei o elicotteri da attacco.

## Modelli
- RPG-7
- RPG-16
- RPG-18
- RPG-22
- RPG-26
- RPG-27
- RPG-29
- RPG-32